# Schwedenkreuz von Retz
Das Schwedenkreuz von Retz ist ein Flurkreuz in Retz im Bezirk Hollabrunn in Niederösterreich.

## Beschreibung
Das Schwedenkreuz steht unweit der Altstadt in der Riede Wiegnen am Wiegnensteig und ist nach Nordwesten ausgerichtet. Ein bebilderter Tabernakel ruht auf einem gegliederten Schaft, auf dem die Jahreszahl 1651 und eine Inschrift laut Erlass Ferdinands III vermerkt sind.
Der Retzer Stadtrichter Reichardt Sandtner ließ den Bildstock 1651 errichten, nachdem er im Dreißigjährigen Krieg schwierige Verhandlungen mit dem schwedischen General Torstensson geführt hatte. Die Stadt Retz blieb dadurch verschont.